# Герстенмайер, Корнелия
Корне́лия Ирена Ге́рстенмайер (нем. Cornelia Irena Gerstenmaier; род. 18 апреля 1943, Берлин) — немецкий публицист. Председатель общественной организации Gesellschaft Kontinent e.V.

## Биография
Корнелия Герстенмайер родилась в семье Ойгена Герстенмайера, в будущем председателя бундестага ФРГ. Мать Корнелии Бригитта фон Шмидт происходила из семьи балтийских немцев, бежавших в Германию после Октябрьской революции. Корнелия училась в гимназии в Штутгарте и в Бад-Годесберге. Некоторое время училась в школе в Англии. Изучала историю Восточной Европы, философию и славистику в Боннском и Фрибурском университетах. По приглашению министерства культуры СССР в течение года училась в МГУ в Москве, где познакомилась со многими представителями советской интеллигенции. После нескольких поездок в СССР Корнелии было отказано во въезде в СССР за связи с диссидентскими кругами.
В 1966—1969 годах Герстенмайер работала корректором и редактором боннской газеты Ost-Probleme. В 1970 году участвовала в создании Центра исследований религии и коммунизма в Лондоне, в 1971 году занималась проблематикой эмиграции советских евреев в Иерусалим. В 1972 году вместе с Иваном Агрусовым основала во Франкфурте-на-Майне Общества прав человека и являлась его председателем до 1978 года. Затем руководила общественной организацией Gesellschaft Kontinent e.V. и помогала находившемуся в эмиграции русскому писателю и публицисту Владимиру Максимову издавать русскоязычный журнал «Континент».